# Plesienchelys stehmanni
Plesienchelys stehmanni, es una especie de pez actinopeterigio marino, la única del género monotípico Plesienchelys de la familia de los zoárcidos.

## Morfología
Con el cuerpo alargado típico de la familia y una longitud máxima descrita de 20,2 cm.

## Distribución y hábitat
Se distribuye por la costa suroeste del océano Atlántico en la Patagonia de Argentina, desde Río de la Plata hasta las islas Malvinas. Son peces marinos de comportamiento batipelágico y demersal, que habitan a una profundidad entre m y m.